# (8700) Gevaert
(8700) Gevaert (1993 JL1) – planetoida z pasa głównego asteroid okrążająca Słońce w ciągu 5,69 lat w średniej odległości 3,19 au. Odkryta 14 maja 1993 roku.